# Cuchi
Cuchi – miasto w Angoli, w prowincji Cuando-Cubango.